# Alternative sociale
Alternative sociale (en italien Alternativa Sociale, AS) est un mouvement de coalition nationaliste italien, fondé en 2004, dirigé par Alessandra Mussolini, petite-fille de l'ancien dictateur Benito Mussolini, et dissous en 2006.
Ce mouvement politique rassemblait Action sociale (AS), le Front social national (FSN) dirigé par Adriano Tilgher, et Force nouvelle (FN) de Roberto Fiore. Ce dernier est devenu député européen avec la démission d'Alessandra Mussolini du Parlement européen.